# HD 20123
HD 20123，又名BD+50 729，SAO 23914、HR 969，是一颗恒星，视星等为5.03，位于銀經144.89，銀緯-5.66，其B1900.0坐标为赤經3h 9m 3s，赤緯+50° -5.66′ 0″。